# Drottninglandet
Drottninglandet är en inofficiell benämning på området kring de tre orterna Fredrika, Dorotea och Vilhelmina i södra Lappland i Sverige, som alla tre är uppkallade efter Fredrika Dorotea Vilhelmina av Baden, Sveriges drottning mellan 1797 och 1809.
Drottninglandet är också namnet på en dokumentärfilm av journalisten Lars Berge och fotografen Elin Berge.